# Armando Collado
Armando José Collado Lanuza (Tecoluca, 17 novembre 1985) è un ex calciatore nicaraguense, di ruolo centrocampista.

## Biografia
Nel gennaio 2011 viene squalificato dalla FIFA per calcioscommesse. Il 17 settembre 2012 la FIFA lo squalifica a vita.

## Carriera

### Club
Ha cominciato a giocare nel Parmalat. Nel 2005 si è trasferito all'América Managua. Nel 2006 è passato all'Once Municipal. Nel 2007 è stato ceduto al Nejapa. Nel 2008 è stato acquistato dal Real Estelí. Nel 2010, dopo una stagione in prestito all'Alianza, torna al Real Estelí, prima di essere squalificato dalla FIFA per calcioscommesse.

### Nazionale
Ha debuttato in Nazionale il 6 febbraio 2008, in Nicaragua-Antille Olandesi (0-1). Ha partecipato, con la maglia della Nazionale, alla Gold Cup 2009. Ha collezionato in totale, con la maglia della Nazionale, 9 presenze.

## Palmarès

### Club

#### Competizioni nazionali
- Primera División de Fútbol Profesional: 1

Once Municipal: 2006-2007
- Copa El Salvador: 1

Once Municipal: 2007
- Primera División de Nicaragua: 1

Real Estelí: 2008-2009